# Peter von Danzig (Schiff, 1992)
1992 wurde der Peter von Danzig, benannt nach dem gleichnamigen Schiff, vom Akademischen Segler-Verein in Kiel als neue Hochseeyacht und Ersatz für die im Vorjahr verkaufte Yawl gleichen Namens in Dienst gestellt. Hierbei handelt es sich um eine Nissen 55, einen Einzelbau. Der Peter (entgegen der seemännischen Tradition ein männliches Schiff) hat mittlerweile eine Vielzahl von Atlantiküberquerungen hinter sich und eine Weltumrundung. Er gewann einmal den Schlimbach-Preis, nahm erfolgreich an einer Weltumsegelung 1996/1997 über Hongkong und Japan teil und wurde bei der Transatlantikregatta „DaimlerChrysler North Atlantic Challenge“ zusammen mit seinem Vorgänger 2003 von den USA kommend nach Deutschland gesegelt.
Der ASV in Kiel nutzt das Schiff zur Ausbildung seiner Mitglieder im Hochseesegeln. Höhepunkte hierbei sind die Atlantikreisen, die ungefähr alle 4 Jahre stattfinden, zuletzt 2022/2023.